# چم طاق
چم طاق، روستایی از توابع بخش باغ بهادران شهرستان لنجان در استان اصفهان است.

## جمعیت
این روستا در دهستان چم کوه قرار دارد و براساس سرشماری مرکز آمار ایران در سال ۱۳۸۵، جمعیت آن ۱٬۱۱۲ نفر (۲۹۲خانوار) بوده‌است.